# Liste der Kulturdenkmäler in Hüttingen an der Kyll
In der Liste der Kulturdenkmäler in Hüttingen an der Kyll sind alle Kulturdenkmäler der rheinland-pfälzischen Ortsgemeinde Hüttingen an der Kyll aufgeführt. Grundlage ist die Denkmalliste des Landes Rheinland-Pfalz (Stand: 27. Juni 2023).

## Einzeldenkmäler
| Bezeichnung                           | Lage                                  | Baujahr                            | Beschreibung | Bild                           |
| ------------------------------------- | ------------------------------------- | ---------------------------------- | --- | ------------------------------ |
| Katholische Filialkirche St. Antonius | Hauptstraße Lage                      | 1777                               | Westturm (Untergeschoss spätmittelalterlich) und Schiff barock, 1777, 1959/60 Erweiterung zu zweischiffiger Anlage; Kirchhof im Süden mit Kalksteinmauer                                          | weitere Bilder Fotos hochladen |
| Wohnhaus                              | Hauptstraße 5 Lage                    | zweite Hälfte des 18. Jahrhunderts | breitgiebeliges Wohnhaus, zweite Hälfte des 18. Jahrhunderts | weitere Bilder Fotos hochladen |
| Scheunen                              | Hauptstraße 8 Lage                    | 1841                               | zwei Scheunen in Zeile, links zugehörig zu Hauptstraße 10 (siehe dort), rechts bezeichnet 1841; ortsbildprägend                                                                                   | weitere Bilder Fotos hochladen |
| Hofanlage                             | Hauptstraße 10 Lage                   | 18. Jahrhundert                    | Hofanlage; Wohnhaus mit Kniestock, im Kern aus dem 18. Jahrhundert, in der ersten Hälfte des 19. Jahrhunderts überformt, jüngere Scheune, Stall bezeichnet 1704, kleinere Scheune bezeichnet 1805 | weitere Bilder Fotos hochladen |
| Wohnhaus                              | Hauptstraße 15 Lage                   | 1779                               | Wohnhaus mit Treppengiebel, bezeichnet 1779, rückwärtig Stall; ortsbildprägend | weitere Bilder Fotos hochladen |
| Wegekreuz                             | Hauptstraße, Ecke Mühlenweg Lage      | 1693                               | Wegekreuzfragment; Schaftkreuz, (wohl nachträglich) bezeichnet 1693, Abschlusskreuz jünger | weitere Bilder Fotos hochladen |
| Wegekreuz                             | Hauptstraße, Ecke Schulstraße Lage    | 1689                               | Wegekreuz; Stationskreuz, bezeichnet 1689 | weitere Bilder Fotos hochladen |
| Hofanlage                             | Im Oth 4 Lage                         | 1837                               | Quereinhaus, bezeichnet 1837, ehemaliges Backhaus, Scheune bezeichnet 1840 | weitere Bilder Fotos hochladen |
| Hofanlage                             | Im Oth 16 Lage                        | 1844                               | Quereinhof, bezeichnet 1844 | weitere Bilder Fotos hochladen |
| Grabkreuz                             | Mettericher Straße, hinter Nr. 3 Lage | 1785                               | Grabkreuz, 1785 | BW                             |
| Wegekreuz                             | nordwestlich des Ortes Lage           | Ende des 17. Jahrhunderts          | Wegekreuzfragment; Schaft, ausgehendes 17. Jahrhundert | weitere Bilder Fotos hochladen |